# ZH1
ZH1 – niemiecki niszczyciel z okresu II wojny światowej, holenderskiego typu Gerard Callenburgh. Jego budowę rozpoczęto pod nazwą „Gerard Callenburgh” dla marynarki holenderskiej, jednak został następnie zdobyty i ukończony przez Niemcy. Służył w latach 1942-1944, zatopiony w bitwie pod Ushant.

## Budowa
Stępkę pod budowę niszczyciela „Gerard Callenburgh” dla marynarki holenderskiej położono 12 października 1938 w stoczni Rotterdamsche Droogdok Mij w Rotterdamie. Kadłub wodowano 12 października 1939, nie zdołano jednak okrętu ukończyć przed niemieckim atakiem na Holandię w maju 1940 (niektóre publikacje podają datę wodowania 9 maja 1940). Niewyposażony do końca okręt został w celu uniknięcia zdobycia samozatopiony w Nieuwe Waterweg w Rotterdamie 14 maja 1940.
Po zajęciu Holandii „Gerard Callenburgh” został jednak podniesiony przez Niemców 17 lipca 1940 i przeholowany do Hamburga, po czym ukończony w stoczni Blohm & Voss. Po ukończeniu, został wcielony do służby w niemieckiej Kriegsmarine 11 października 1942 pod oznaczeniem ZH1 (skrót oznaczał Zerstörer Holland 1 - niszczyciel holenderski 1; rozważano początkowo także remont i wcielenie jego okrętu bliźniaczego „Tjerk Hiddes” jako ZH2, z czego zrezygnowano).
Okręt miał pierwotnie przewidziany projektem zestaw uzbrojenia głównego (5 dział 120 mm Boforsa), jedynie zastosowano niemieckie uzbrojenie torpedowe i małokalibrowe uzbrojenie przeciwlotnicze - 4 półautomatyczne działka plot 37 mm C/30 (znacznie mniej skuteczne od planowanych Boforsów 40 mm) i 4 działek plot 20 mm C/38 (ich ilość później zwiększono). Dodano kołpaki na kominach i nieco zmieniono formę nadbudówki dziobowej, upodabniając je do innych niemieckich niszczycieli (na skutek tego mostek stał się bardziej kanciasty).

## Służba
Po wejściu do służby ZH1 został przydzielony do 5. Flotylli Niszczycieli na Bałtyku jako okręt doświadczalny. Między 31 października a 5 listopada 1943 wraz z niszczycielem Z27 został przebazowany do Żyrondy we Francji, gdzie dołączył do 8. Flotylli Niszczycieli „Narvik” (podczas przejścia okręty były bezskutecznie atakowane przez kutry torpedowe).
Głównym zadaniem 8. Flotylli było eskortowanie w Zatoce Biskajskiej wychodzących na Atlantyk okrętów podwodnych i statków przerywających blokadę, głównie przed atakami brytyjskiego lotnictwa oraz osłona konwojów przybrzeżnych (oprócz ZH1, w jej składzie były niszczyciele Z23, Z24, Z27, Z32, Z37 i torpedowce). W dniach od 24 do 26 grudnia 1943 ZH1 wziął udział z pozostałymi niszczycielami i torpedowcami T22 i T27 w akcji eskortowania powracającego przerywacza blokady „Osorno”. Na skutek problemów ze skraplaczem pary ZH1 musiał być jednak 26 grudnia odholowany do portu przez torpedowiec T25. Na skutek awarii ZH1 nie wziął udziału w boju spotkaniowym w Zatoce Biskajskiej okrętów 8. Flotylli z dwoma lekkimi krążownikami brytyjskimi 28 grudnia 1943, w którym Niemcy utracili Z27 i torpedowce T25 i T26.
W 1944 wzmocniono uzbrojenie przeciwlotnicze, zastępując dwa pojedyncze działka 20 mm przez czterolufowe 2 cm Flakvierling 38. W dniach 9-11 marca 1944 ZH1, Z23, T27 i T29 eskortowały przybywający do Lorient japoński okręt podwodny I-129. 6 czerwca 1944 ZH1 był atakowany przez samoloty Bristol Beaufighter 404. Dywizjonu RCAF i 144. Dywizjonu RAF, bez uszkodzeń (jeden samolot został strącony). 7 czerwca okręt przebazował do Brestu.
8 czerwca 1944 ostatnie sprawne siły 8. Flotylli, w składzie: ZH1,  Z32, Z24 i T24, zostały wysłane w celu atakowania floty inwazyjnej. Po północy 9 czerwca 1944 doszło do bitwy pod Ushant z ośmioma niszczycielami 10. Flotylli (w tym polskimi OORP „Błyskawica” i „Piorun”). W toku bitwy, ZH1 został ciężko uszkodzony artylerią niszczycieli alianckich, przede wszystkim HMS „Tartar” i „Ashanti”. Pociski unieruchomiły okręt, przecinając przewody pary oraz zatopiły pierwszą kotłownię. W dalszym toku starcia dryfujący ZH1 natknął się na „Tartara”, uszkodzonego przez Z32 i go ostrzelał, jednakże wówczas został zaatakowany ponownie przez „Ashanti”, który torpedą urwał mu dziób. ZH1 wystrzelił też w toku starcia 8 torped, lecz niecelnie. Ciężko uszkodzony ZH1 następnie zatonął na skutek wybuchu swoich bomb głębinowych ok. 2.40 (według części publikacji, został samozatopiony bombami głębinowymi). Zginęło 36 osób wraz z dowódcą, Brytyjczycy uratowali 141 osób, a 27 dotarło do brzegu francuskiego (dane w publikacjach różnią się w granicach kilku osób).
Jedynym dowódcą okrętu był kmdr ppor. (Korvettenkapitän) Klaus Barckow.

## Dane techniczne
- wyporność:
  - standardowa: 1628 t
  - pełna: 2240 t
- wymiary:
  - długość: 106,3 m
  - długość na linii wodnej: 105 m
  - szerokość: 10,28 m
  - zanurzenie: 3,5 m
- napęd: 2 turbiny parowe systemu Parsonsa(inne języki) o mocy łącznej 45 000 KM, 3 kotły parowe Yarrow, 2 śruby
- prędkość maksymalna: 37,5 węzłów
- zasięg: 5400 mil morskich przy prędkości 19 w
- zapas paliwa: 560 t mazutu
- załoga: 230

Uzbrojenie i wyposażenie
- 5 dział 120 mm Bofors (Wilton-Fijenoord(inne języki)) No.8 w podwójnych i pojedynczym stanowiskach (2xII, 1xI)
  - Długość lufy L/45 (45 kalibrów), donośność maksymalna 19 500 m, kąt podniesienia +45°, masa pocisku 20,5 kg
- 4 działka przeciwlotnicze 37 mm SK C/30 na podwójnych stanowiskach LC/30 (2xII)
- 4-10 działek przeciwlotniczych 20 mm C/38 (4xI, od 1944: 2xIV Flakvierling, 2x1)
- 8 wyrzutni torpedowych 533 mm (2xIV)
- 4 miotacze bomb głębinowych, bomby głębinowe
- możliwość zabrania 24 min morskich
- radar